# Gare de Langeais
Gare de Langeais – stacja kolejowa w Langeais, w departamencie Indre i Loara, w Regionie Centralnym, we Francji.
Jest stacją Société nationale des chemins de fer français (SNCF), obsługiwaną przez pociągi TER Centre.